# Semnan
Semnan (en persan : سمنان) est une ville dans le nord de l'Iran, capitale de la province qui porte le même nom.
Semnan est située à 1 138 m d'altitude, au pied des monts Elbourz. C'est le marché régional de céréales, coton et tabac.
La production de textile et de tapis sont les industries les plus importantes de la ville. Semnan a traditionnellement été un point d'arrêt sur les routes commerciales vers Téhéran (230 km) et Mashhad (685 km). Elle est aujourd'hui reliée à ces deux villes par le chemin de fer et la route.
La ville possède une université, créée en 1974.
La mosquée de l'Imam (Semnan) est l'un des plus beaux monuments de la ville.